# Angelo Branduardi
Angelo Branduardi (Cuggiono, 12 febbraio 1950) è un cantautore, violinista, polistrumentista e compositore italiano.
Come cantautore si formò alla scuola milanese, dove ricercò un nuovo genere musicale che unisse la musica medievale e rinascimentale con la musica folk di tradizione celtica, germanica, britannica, francese, guadagnandosi il soprannome il Menestrello. 

## Biografia
Nasce a Cuggiono, un piccolo comune del Milanese, il 12 febbraio 1950, nella casa colonica della nonna materna.
(Angelo Branduardi)
All'età di tre mesi si trasferisce, al seguito della famiglia, nel capoluogo ligure:
(Angelo Branduardi)
Il padre è un melomane. A Genova Branduardi conosce l'ambiente musicale della scuola dei cantautori, che rappresenterà un importante stimolo per la sua attività artistica. Rimane al tempo stesso influenzato dalla musica d'oltremanica, tanto da considerare, anche a molti anni di distanza, Donovan e Cat Stevens come propri idoli musicali.
Volendo intraprendere una carriera concertistica, si dedica allo studio del violino, diplomandosi al Conservatorio di Genova all'età di soli 16 anni (tra i più giovani diplomati al conservatorio d'Italia), in seguito assecondando l'intima esigenza culturale di imparare a suonare la chitarra e di comporre le prime canzoni ispirandosi a testi di poeti come Sergej Esenin, Dante, e al suo maestro Franco Fortini, a cui dedicherà, in occasione della sua scomparsa, il brano che dà il nome all'album Domenica e lunedì. Proprio sulle parole di una poesia di Esenin comporrà uno dei suoi brani più celebri, Confessioni di un malandrino (1975).
Si diploma all'Istituto Tecnico per il Turismo, dove conosce il poeta Franco Fortini; incontra poi Luisa Zappa, che diventa poi sua moglie, compagna d'arte, autrice o co-autrice di quasi tutti i suoi testi. Dalla loro unione sono nate le figlie Sarah e Maddalena. 
Dai tardi anni 1990 risiede stabilmente a Bedero Valcuvia, in provincia di Varese, da lui soprannominato "piccolo Canada".

### Gli esordi: 1974-1975

Angelo Branduardi e Maurizio Fabrizio in concerto nel 1979, cantando Confessioni di un malandrino

Nel 1973 l'incontro decisivo con Paul Buckmaster, già arrangiatore di Elton John e David Bowie, un musicista di grande spessore che darà un notevole contributo alla realizzazione, all'inizio del 1974, del suo primo album, Angelo Branduardi.
Nel 1975 un altro incontro determinante è quello con il polistrumentista Maurizio Fabrizio, con il quale incide il secondo disco La luna ed inizia una collaborazione che durerà fino al 1979, prendendo parte alla produzione e agli arrangiamenti dei suoi album più celebri. Da quel momento, la produzione di Angelo Branduardi è stata caratterizzata da una proficua ricerca nel campo della musica popolare, barocca e rinascimentale, con incursioni nella musica etnica di tutto il mondo, unendo suggestioni che vanno dai nativi d'America ai versi di poeti latini.

### Il successo italiano e internazionale: 1976-1983
Nel 1976 torna ad abitare a Cuggiono, dove rimane sino al 1982. Questi anni saranno contrassegnati da un grande e crescente successo professionale. Nella città natale compone l'album Alla fiera dell'est che vincerà nel 1977 il premio della critica discografica italiana, consacrandolo definitivamente. Nello stesso anno presenta l'intero LP nella prima puntata del programma musicale Auditorio A (Rai2).
La particolarità della sua ricerca musicale a cavallo in quegli anni tra il folk e la tradizione celtica, modernizzata in chiave tendenzialmente pop, lo fa conoscere progressivamente anche in Germania, in Francia e nel resto dell'Europa. Alla fine del 1977 pubblica La pulce d'acqua che rimarrà per molte settimane al primo posto in classifica, risultando tra i primi cinque album più venduti in Italia del 1978. Forte del successo e ispirato da una sempre maggiore vena creativa, intraprende un progetto dal vivo denominato La Carovana del Mediterraneo, coinvolgendo oltre ai musicisti che suonano per lui, anche quasi tutti i componenti del Banco del Mutuo Soccorso. La tournée della stagione 1978/79 oltre che l'Italia, toccherà in più di un anno anche paesi come Regno Unito, Svizzera, Francia, Germania e Belgio.
Il periodo è dunque molto intenso per la produzione discografica di Branduardi, che pubblica Alla fiera dell'est e La pulce d'acqua in versione francese e inglese. Stessa benevola sorte toccherà in breve tempo anche al suo nuovo album Cogli la prima mela (1979), che oltre a raccogliere un ennesimo enorme successo in Italia, viene premiato dalla critica tedesca e francese come disco rivelazione dell'anno.
Il 1980 è un altro anno importante perché vede la pubblicazione di due titoli; il primo è Concerto, triplo LP che comprende 22 brani registrati dal vivo - molti in versione italiana, alcuni in lingua inglese - durante il tour La Carovana del Mediterraneo. Il secondo, Gulliver, la luna e altri disegni, è la rivisitazione del suo secondo album del 1975 La luna, con nuove tracce vocali e l'aggiunta dell'inedito Gulliver (che segna il ritorno di Paul Buckmaster nelle vesti di arrangiatore), le cui parole sono interamente scritte dalla moglie Luisa Zappa. Il lavoro in tandem della coppia per la stesura dei testi, già collaudato all'epoca, si intensificherà via via negli anni a seguire. Sempre nel 1980 viene organizzata la seconda edizione de La Carovana del Mediterraneo, che vede la partecipazione di quasi tutti i musicisti della precedente tournée, con aggiunti Stephen Stills, Graham Nash e Richie Havens.
Il 1981 è l'anno di un nuovo album in studio, ancora intitolato Angelo Branduardi (ribattezzato Branduardi '81), sempre sotto la supervisione di Paul Buckmaster, mentre nel 1983 è la volta di Cercando l'oro, in cui torna l'importante ausilio di Maurizio Fabrizio. Entrambi gli album vengono pubblicati in lingua francese, mentre proseguono i tour con record di spettatori sia in Italia sia nel resto d'Europa, temprando un successo ormai confermato.

### Le colonne sonore e le poesie di Yeats: 1983-1988
Nel frattempo Branduardi inizia a cimentarsi con le musiche per il cinema. Nel 1983 compone State buoni se potete, colonna sonora dell'omonimo lungometraggio diretto dal regista Luigi Magni. Branduardi, oltre ad apparire come attore in un ruolo minore del film, viene premiato con il David di Donatello come miglior musicista e con il Nastro d'argento per la migliore colonna sonora. Seguiranno nel 1986 le colonne sonore di Momo, film fantastico di produzione italo-tedesca, e nel 1988 di Secondo Ponzio Pilato, diretto ancora da Magni.
Altro importante progetto, datato 1986, è Branduardi canta Yeats, trasposizione in musica di derivazione tipicamente celtica e traduzione (sempre curata dalla moglie) di alcune poesie dello scrittore irlandese e premio Nobel William Butler Yeats, composte tra la fine del 1800 e il 1918.

### Nuove sperimentazioni e nuovi successi negli anni '90
Nel 1988 Branduardi ritorna, a cinque anni da Cercando l'oro, a incidere un nuovo album di inediti dal titolo Pane e rose, a cui fa seguito Il ladro nel 1990. Due album più minimalisti rispetto alle produzioni di fine anni settanta e dei primi anni ottanta, con testi più introspettivi che strizzano l'occhio a qualche cenno di elettronica e a un suono etnico, senza tralasciare comunque mai le fondamenta folk.
Lungo gli anni novanta Branduardi torna a inanellare una serie di fortunati album, trainati da pezzi di più facile consenso radiofonico. Nel 1993 esce Si può fare (con gli arrangiamenti di Vince Tempera) e l'anno successivo Domenica e lunedì (in cui figurano anche testi di Pasquale Panella, Paola Pallottino, Roberto Vecchioni e Eugenio Finardi). Il 1996 è l'anno del live Camminando camminando lanciato dai singoli (scritti da Giorgio Faletti) L'apprendista stregone e Piccola canzone dei contrari e nel 1998 vede la luce un altro album con dodici inediti dal titolo Il dito e la luna, in cui spiccano, oltre alla title track, anche Il giocatore di biliardo e L'uso dell'amore.

### Il progettoFuturo anticoe gli anni recenti

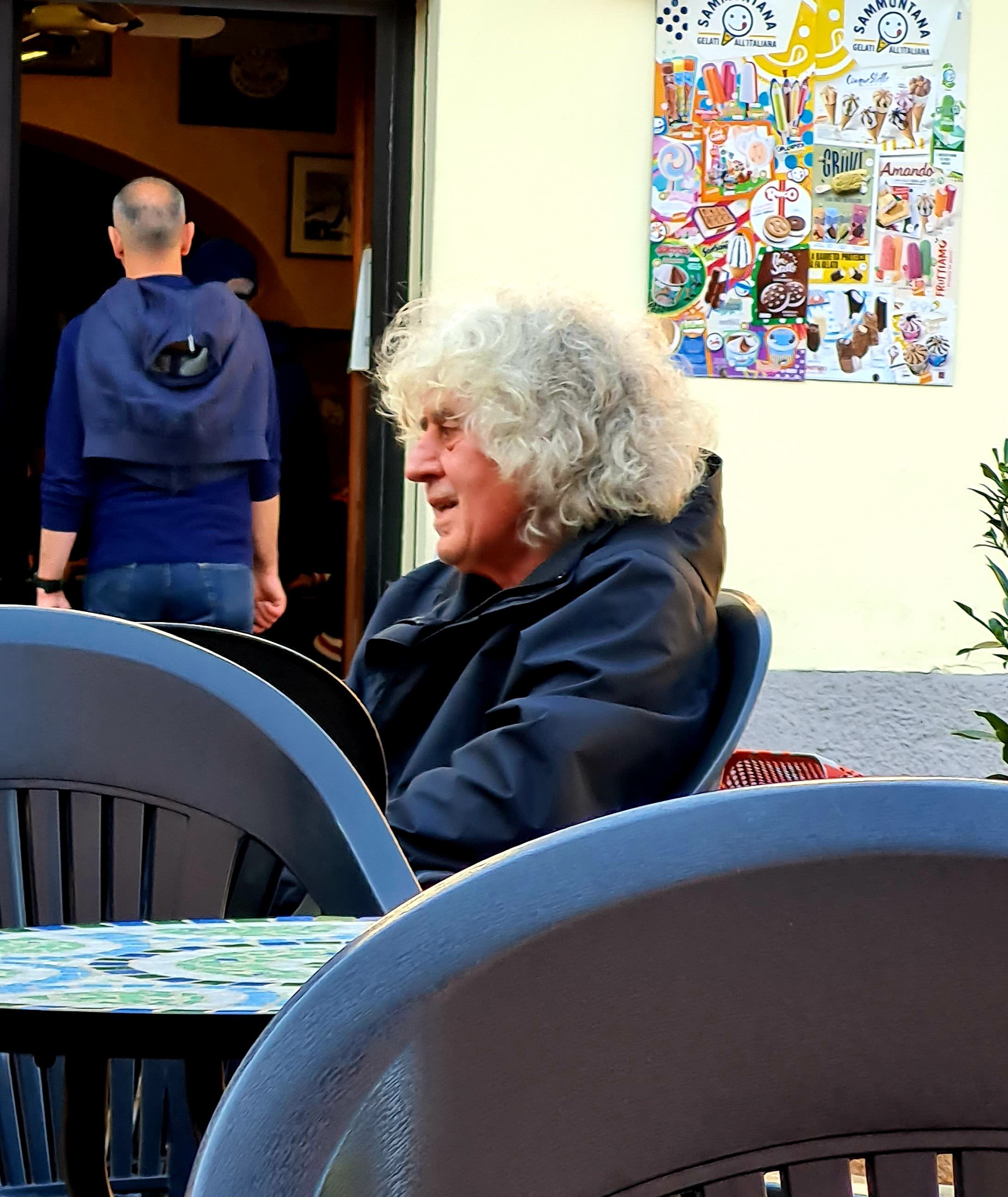
Angelo Branduardi nel maggio 2022

Nel 1996 pubblica Futuro antico I a cui fanno seguito in un arco di quasi vent'anni II, III, IV, V, VI, VII e VIII. Molte delle musiche più famose di Angelo Branduardi traggono ispirazione da brani di un passato lontano e spesso dimenticato. Branduardi pertanto è fautore di una riscoperta del patrimonio musicale antico non solo nazionale ma anche europeo.
Ha portato anche in tour La Lauda di Francesco, evoluzione concertistica, nata principalmente da un altro cd edito nel 2000 dal titolo L'infinitamente piccolo, dedicato alla vita di Francesco d'Assisi.
Al 2000 risale anche l'uscita del disco Barones dei Tenores di Neoneli, al quale Branduardi partecipa cantando, in lingua sarda e insieme a Luciano Ligabue, il brano Ai cuddos.
Del 2003 è invece un'altra raccolta di poesie da ogni parte del mondo, convertite in musica nell'album Altro ed altrove.
Nel 2010 vince il "Premio Lunezia Elite" per il Valore Musical-Letterario delle sue Opere.
Il 2011 segna il ritorno al pop con Così è se mi pare e una nuova collaborazione con Maurizio Fabrizio, mentre è del 2013 Il rovo e la rosa, una rivisitazione di alcune ballate inglesi della seconda metà del XVI secolo.
Nei suoi concerti, suona in compagnia di famosi musicisti come Ellade Bandini, Maurizio Fabrizio, Leonardo Pieri, Stefano Olivato o Davide Ragazzoni.
Nel 2019 gli viene conferito il Premio Chiara "le parole della musica", in onore alla sua carriera.
Il 12 novembre 2020 annuncia la realizzazione di nuovi brani tra cui Kyrie Eleison (Signore abbi pietà), che esce il 16 novembre 2020 nelle principali piattaforme digitali. Il brano è stato mixato presso lo studio di registrazione dell'artista ma, nel rispetto delle regole di distanziamento sociale imposte dalla pandemia covid-19, è stato realizzato con i contributi provenienti da varie località: a Trieste, presso lo studio di Lele Melotti, sono stati realizzati i cori e la batteria, il pianoforte e le altre tracce presso l'abitazione di Fabio Valdemarin e infine, nel cosiddetto Studio dell’Angelo, è stata incisa la voce e il violino con il supporto tecnico di Gabriele Rocchi. Il brano nasce su rielaborazione della preghiera di tradizione congolese Kyrie eleison della Missa Luba con un testo scritto dalla moglie Luisa Zappa.

## Discografia

### Album in studio
- 1974 - Angelo Branduardi
- 1975 - La luna
- 1976 - Alla fiera dell'est
- 1977 - La pulce d'acqua
- 1979 - Cogli la prima mela
- 1980 - Gulliver, la luna e altri disegni
- 1981 - Angelo Branduardi
- 1983 - Cercando l'oro
- 1986 - Branduardi canta Yeats
- 1988 - Pane e rose
- 1990 - Il ladro
- 1993 - Si può fare
- 1994 - Domenica e lunedì
- 1996 - Futuro antico I
- 1998 - Il dito e la luna
- 1998 - Futuro antico II
- 2000 - L'infinitamente piccolo
- 2002 - Futuro antico III
- 2003 - Altro ed altrove
- 2007 - Futuro antico IV
- 2009 - Futuro antico V
- 2009 - Futuro antico VI
- 2010 - Futuro antico VII
- 2011 - Così è se mi pare
- 2013 - Il rovo e la rosa - Ballate d'amore e morte
- 2014 - Futuro antico VIII
- 2019 - Il cammino dell'anima

### Album dal vivo
- 1980 - Concerto
- 1996 - Camminando camminando
- 2009 - Senza spina
- 2015 - Camminando camminando in tre

### Raccolte
- 1977 - Incontro con Angelo Branduardi
- 1982 - Il mondo di Angelo Branduardi
- 1984 - Canzoni d'amore
- 1986 - Collezione
- 1986 - Collection
- 1986 - Toujours
- 1991 - Confessioni di un malandrino. Il meglio di Angelo Branduardi
- 1992 - Musiche da film
- 1992 - Best Of
- 1993 - Confesiones de un malandrin
- 1998 - Studio Collection
- 1998 - Angelo Branduardi best of
- 2003 - Ballerina
- 2005 - The Platinum Collection
- 2006 - Angelo Branduardi DOC
- 2010 - Seine schönsten Hits
- 2012 - Camminando camminando 2
- 2013 - The Best of Angelo Branduardi
- 2015 - Best of - en français
- 2016 - Da Francesco a Francesco

### Colonne sonore
- 1983 - State buoni se potete
- 1986 - Momo
- 1988 - Secondo Ponzio Pilato

## Tour
- 1978-1979-1980 - La Carovana del Mediterraneo
- 1983 - Cercando l'oro Tour
- 1991 - Il ladro tour
- 1996 - Camminando camminando Tour
- 1998 - Il dito e la luna
- 2001 - La lauda di Francesco
- 2004 - Francesco: un uomo un santo
- 2006 - La lauda di Francesco
- 2006 - Il concerto di Angelo Branduardi
- 2014 - Il Rovo e La Rosa Tour
- 2017 - The Hits Tour 2017
- 2017 - Camminando camminando 2017 - Concerto in due
- 2018 - Camminando camminando Tour
- 2018 - In Concerto 2018
- 2019 - Camminando camminando Tour
- 2019 - Camminando Camminando in due 2019
- 2020 - Il Cammino dell’Anima Tour
- 2021-2022 - The Hits Tour
- 2021 - Camminando Camminando in Duo

## Videografia
- 2006 - Camminando camminando Tour.
- 2006 - Angelo Branduardi. Bootleg sconosciuto di stampa inglese, presumibilmente girato in Germania alla fine degli anni settanta.
- 2007 - La Lauda di Francesco. Trasposizione in video del tour che in sei anni di rappresentazione ha cambiato più volte faccia; in questa edizione è contenuta la Lauda nella versione con attori e voce narrante.

## Filmografia

### Attore
- State buoni se potete, regia di Luigi Magni (1983)

### Colonna sonora
- Concerto, regia di Luisa Zappa (1980)
- Un matin rouge, regia di Jean-Jacques Aublanc (1982)
- State buoni se potete, regia di Luigi Magni (1983)
- Momo, regia di Johannes Schaaf (1986)
- Luci lontane, regia di Aurelio Chiesa (1987)
- Secondo Ponzio Pilato, regia di Luigi Magni (1987)

### Doppiatore
- Eselmir e i cinque doni magici - videogioco (2018)

## Programmi televisivi
- Auditorio A (1977)
- Stryx (1978)
- Gratis (1999)

## Teatro
- Il viaggio incantato, fiaba musicale a cura di Furio Bordon (1990)
- La Lauda di Francesco (2001)
- Il carnevale degli animali (2002)
- Pierino e il lupo (2006-2008)

## Libri

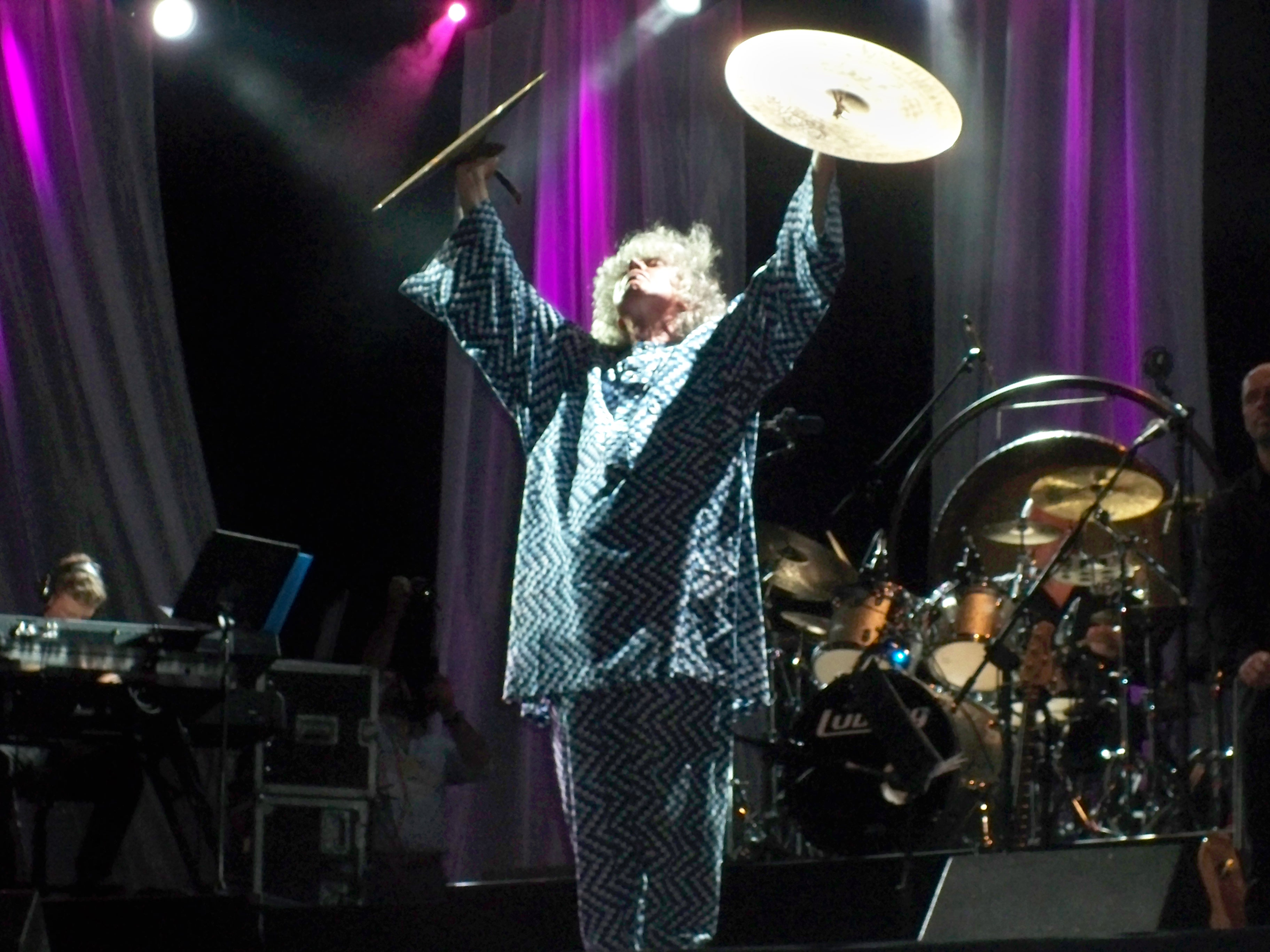
Angelo Branduardi in concerto a Martignano nel 2011

- Alla fiera dell'est, Roma, Gallucci, 2002. ISBN 88-88716-01-7
- L'uovo o la gallina, con Giorgio Faletti, Roma, Gallucci, 2005. ISBN 88-88716-34-3
- La pulce d'acqua, con Luisa Zappa, Roma, Gallucci, 2007. ISBN 978-88-6145-021-9
- Il cantico delle creature, di Francesco d'Assisi, interpretato da Angelo Branudardi e Luisa Zappa, Roma, Gallucci, 2009. ISBN 978-88-6145-055-4